# Obsjtina Breznik
Obsjtina Breznik (bulgariska: Община Брезник) är en kommun i Bulgarien.   Den ligger i regionen Pernik, i den västra delen av landet, 40 km väster om huvudstaden Sofia. Antalet invånare är 4 489. Arean är 23,5 kvadratkilometer.
Terrängen i Obsjtina Breznik är huvudsakligen platt, men västerut är den kuperad.
Obsjtina Breznik delas in i:
- Velkovtsi
- Slakovtsi
- Noevtsi
- Dolna Sekirna
- Kosjarevo

Följande samhällen finns i Obsjtina Breznik:
- Breznik

Trakten runt Obsjtina Breznik består i huvudsak av gräsmarker. Runt Obsjtina Breznik är det ganska glesbefolkat, med 43 invånare per kvadratkilometer.